# جميلة بنوص
جميلة بنوص، ولدت سنة 1939، هي مؤرخة تونسية ومتخصصة في التخطيط العمراني.

## السيرة الذاتية
درست التاريخ و الجغرافية في جامعة تونس ثم التحقت بفرنسا لتدرس التخطيط العمراني بجامعة تور. 

بدأت مسيرة البحث العلمي عند التحاقها بجمعية صيانة مدينة تونس سنة 1968، قامت بالعديد من الدراسات حول المدن القديمة التونسية، وخاصة مدينة تونس العتيقة.
سنة 1982 عيّنت كخبيرة لدى اليونسكو لالعمل في مشروع المحافظة على المدينة التاريخية صنعاء . 

هي عضو في المجلس الدولي للمعالم والمواقع ICOMOS و شاركت في تأليف ميثاق واشنطن للحفاظ على المدن و المناطق التاريخية